# Bataille d'Amoaful
Troisième guerre anglo-ashanti
La bataille d'Amoaful est une bataille livrée le 31 janvier 1874 lors de la troisième guerre anglo-ashanti lorsque Sir Garnet Wolseley a vaincu les ashantis après une forte résistance. L'attaque a été menée par le 42e Regiment of Foot. À Amoaful, une autopsie de combat rend hommage au commandant ashanti : « Le grand chef Amanquatia était parmi les tués. Une habileté admirable a été démontrée dans la position choisie par Amanquatia, et la détermination et la qualité de général qu'il a déployées dans la défense pleinement a confirmé sa grande réputation d'habile tacticien et de vaillant soldat. » Le sergent suppléant Samuel McGaw (en) a reçu la Croix de Victoria pour son action pendant la bataille.